# Glösingen-Enster Hänge
Die Glösingen-Enster Hänge sind zusammen mit der Wennemer Mark eine kleinteilige naturräumliche Untereinheit mit der Ordnungsnummer 334.12 des Oeventroper Ruhrtals (334.1) innerhalb des Nordsauerländer Oberlands (334). Sie umfassen laut dem Handbuch der naturräumlichen Gliederung Deutschlands die waldreichen Nordhänge des Oeventroper Ruhrtals (Mittelruhrdurchbruchs), die bis auf 400 bis beinahe 500 m ü. NN Höhe ansteigen und aus Schiefern des gefalteten Oberkarbon bestehen. Die größte Ansiedlung im Naturraum ist der Mescheder Ortsteil Enste.
Im Westteil des Naturraums nördlich der Arnsberger Ortsteile Glösingen und Oeventrop, die in der Talsohle am Fuß der Glösingen-Enster Hänge liegend selbst dem Oeventroper Ruhrtalgrund (334.11) angehören, sind die Berghänge niedriger, sanfter geböscht und weniger gegliedert als im Ostteil nördlich von Meschede, Wennemen und Freienohl. Sie sind zu großen Teilen von dem Waldgebiet Wennemer Mark abgedeckt. Dort fällt die Plackweghöhe (334.5) mittels schroffer und flachgründiger Bergsporne mit tiefen Seitenkerbtälern steil zur Ruhr in die Mescheder Kammer (335.5) ab. In den bodenarmen Oberhängen befinden sich natürliche Standorte von Buchenwald, Eichen-Hainbuchen-Wälder überwiegen in den flacheren Unterhängen.
Die Flüsse Große Steimecke, Kleine Steimecke, Kleine Gebke, Linsenmecke, Glassmecke, Enster Bach, Gebke, Wennemer Siepen, Bremke, Giesmecke, Lüttkebach, Schwalbenhohlsiepen, Filscheidter Siepen, Haarsche Siepen, Wolfssiepen und Mühlmecke mit ihren Nebenbächen entwässern über die Glösingen-Enster Hänge in die Ruhr. Erhebungen im Naturraum sind der Heinberg, der Damberg, Haskers Brücher, Köhlerberg, Eckernkopf, Kuhnsberg, Großer Berg, Lüttkeberg, Wennemer Höhe, Schneeberg, Papenberg, Wolfskopf, Moosberg, Heidbeil und Greverhagen.